# Hyliota flavigaster
L'iliota ventregiallo (Hyliota flavigaster Swainson, 1837) è un uccello passeriforme  della famiglia Hyliotidae.

## Etimologia
Il nome scientifico della specie, flavigaster, deriva dall'unione dellella parola latina flavus /"giallo") con quella greca γαστηρ (gastēr, "ventre"), col significato di "dal ventre giallo", in riferimento alla livrea di questi uccelli.

## Descrizione

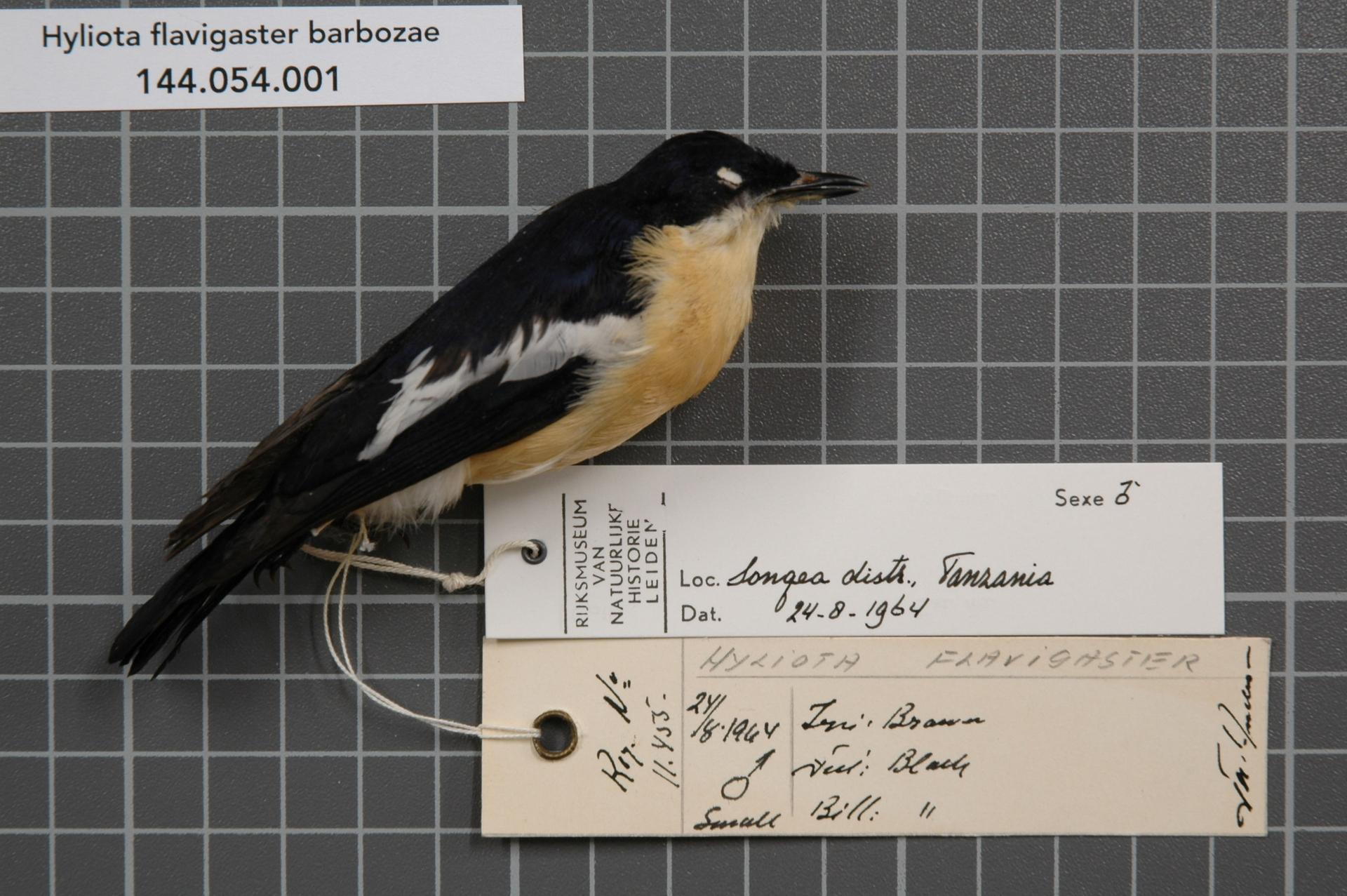
Maschio impagliato.

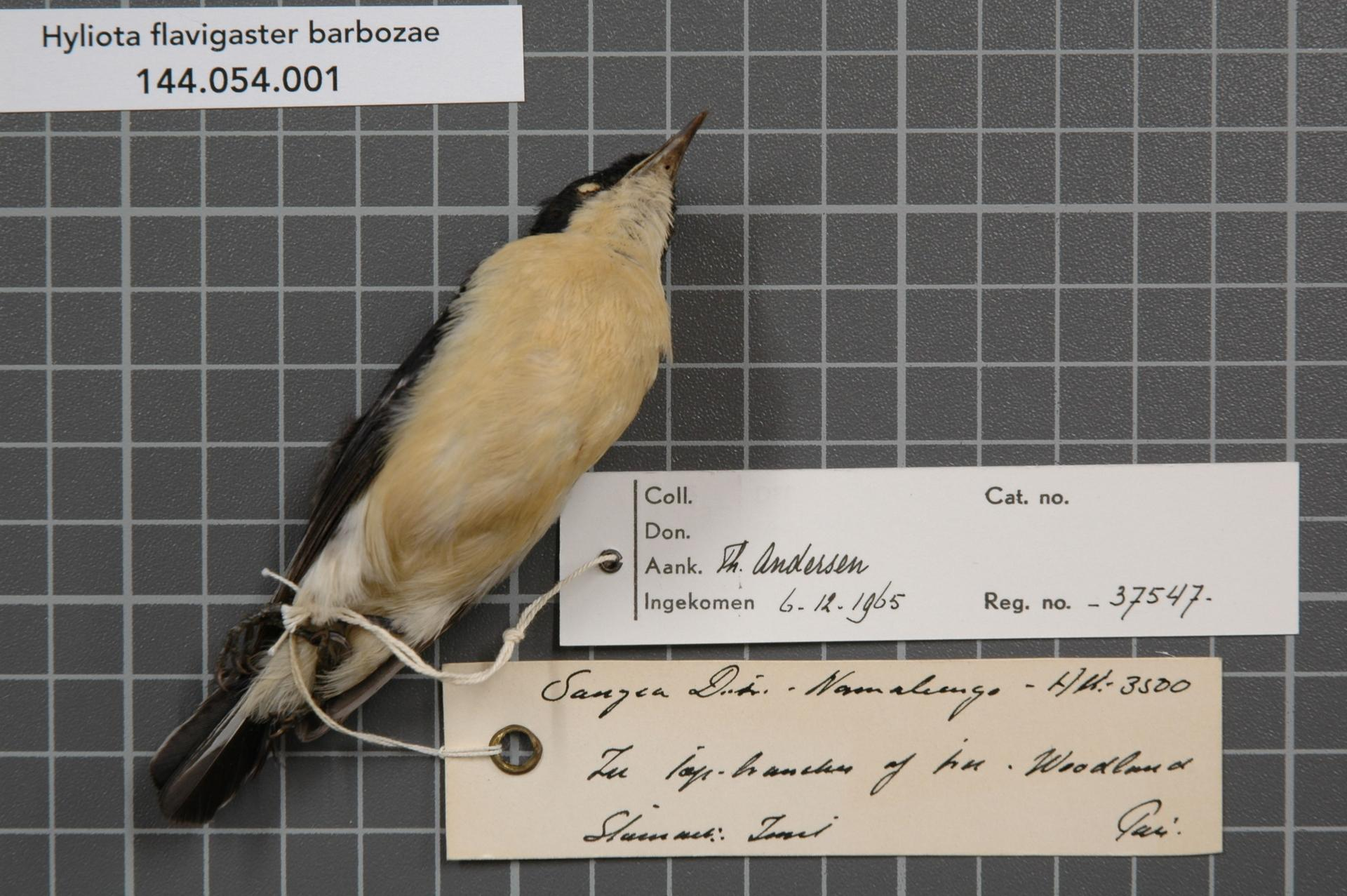
Femmina impagliata.

### Dimensioni
Misura 11,5–12 cm di lunghezza, per 11,5-14 g di peso.

### Aspetto
Si tratta di uccelli dall'aspetto paffuto e arrotondato, muniti di testa grossa e larga che sembra innestarsi direttamente nel tronco, becco sottile e conico, ali arrotondate, zampe forti e allungate e coda squadrata.
Il piumaggio è di colore nero-bluastro lucido su fronte, vertice, nuca, guance, dorso, ali (queste ultime con copritrici bianche) e coda, mentre gola, petto, ventre, fianchi e sottocoda sono di colore bianco-grigiastro con sfumature giallastre, che divengono color ruggine sul petto.

Il dimorfismo sessuale è presente, con le femmine dalla colorazione meno brillante, col rosso pettorale del tutto assente.
In ambedue i sessi il becco e le zampe sono di colore nerastro, mentre gli occhi sono di colore bruno scuro.

## Biologia
Si tratta di uccelli dalle abitudini di vita essenzialmente diurne, che vivono da soli o al più in coppie, aggregandosi talvolta a stormi misti con altre specie.
Generalmente silenti, le iliote ventregiallo possono emettere di tanto in tanto corti e acuti richiami pigolanti.

### Alimentazione
Si tratta di uccelli insettivori, la cui dieta si compone di piccoli insetti (coleotteri, mantidi), delle loro uova e delle loro larve.

### Riproduzione
La stagione degli amori coincide con l'inizio della stagione delle piogge, andando da aprile ad agosto nell'emisfero boreale e da ottobre a dicembre in quello australe.
Si tratta di uccelli monogami: le femmine costruiscono da sole il nido (un'alta coppa di rametti e fibre vegetali intrecciate) e covano da sole le uova, mentre i maschi imbeccano la compagna durante le operazioni di cova e partecipano nell'allevamento della prole. I nidiacei, ciechi ed implumi alla schiusa, s'involano attorno alle tre settimane di vita e si rendono indipendenti a circa un mese e mezzo dalla schiusa.

## Distribuzione e habitat
L'iliota ventregiallo è diffusa in un areale piuttosto ampio, che va dalla Gambia al Sudan del Sud (con una popolazione anche nell'area di confine fra Sudan ed Etiopia) e da qui a sud attraverso Uganda, Ruanda e Burundi a sud fino a Tanzania sud-occidentale e fascia costiera del Mozambico centrale, e da qui ad est attraverso Malawi, Zambia e Katanga fino all'Angola centrale, con una popolazione disgiunta che vive inoltre nell'area fra il Gabon sud-orientale ed il Congo.
L'habitat di questi uccelli è rappresentato dalla savana alberata a prevalenza di Combretum.

## Tassonomia
Se ne riconoscono due sottospecie:

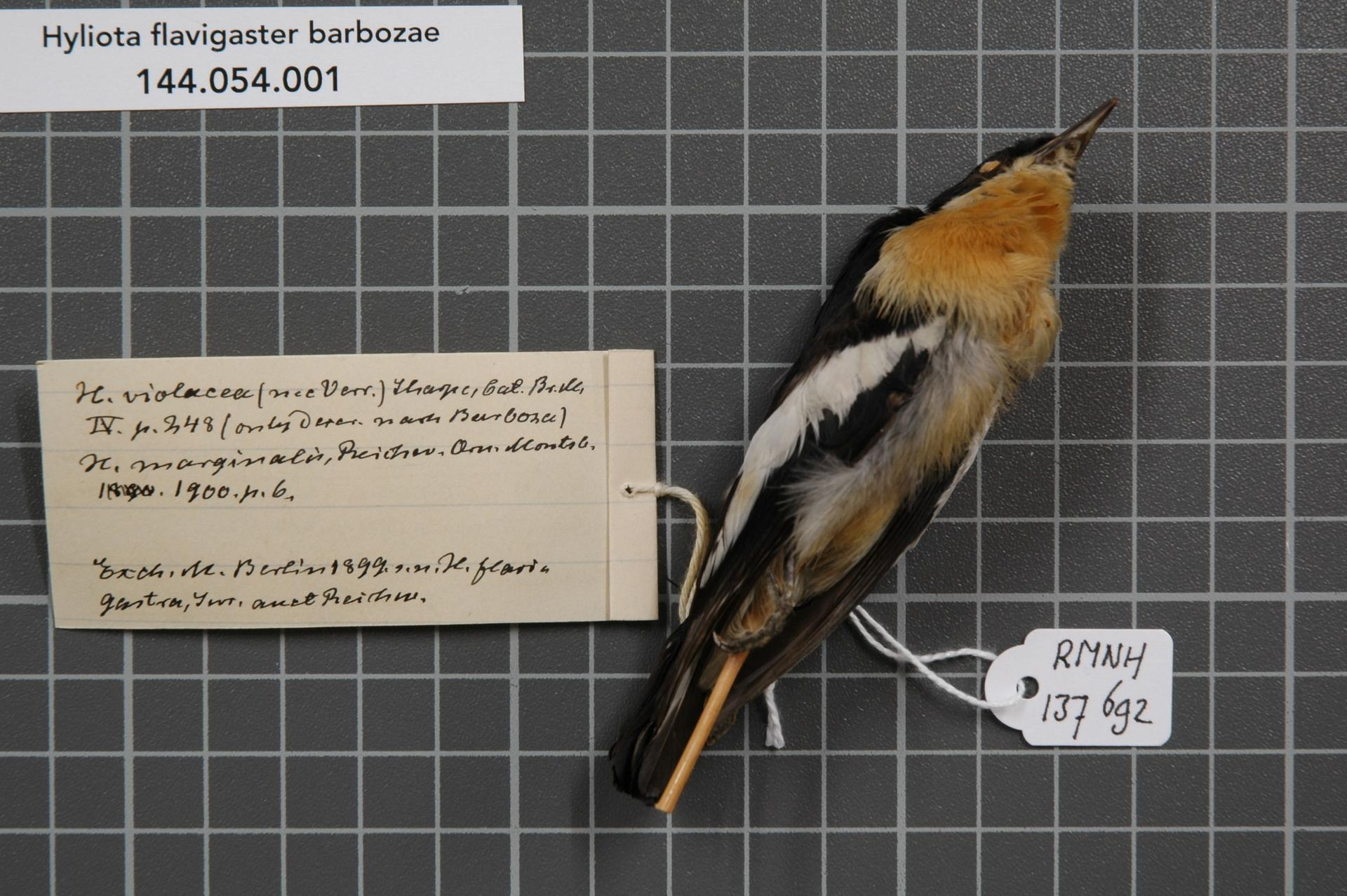
Maschio impagliato della sottospecie barbozae.

- Hyliota flavigaster flavigaster Swainson, 1837 - la sottospecie nominale, diffusa nel nord dell'areale occupato dalla specie, fino all'Uganda e al Kenya occidentale;
- Hyliota flavigaster barbozae Hartlaub, 1883 - diffusa nella porzione meridionale dell'areale occupato dalla specie;

Le popolazioni dell'estremo sud-est dell'areale (cnfine fra Tanzania e Mozambico), sinonimizzate con barbozae, vengno da alcuni elevate al rango di sottospecie a sé stante col nome di H. f. marginalis.